# Venteuges
Venteuges – miejscowość i gmina we Francji, w regionie Owernia-Rodan-Alpy, w departamencie Górna Loara.
Według danych na rok 1990 gminę zamieszkiwało 468 osób, a gęstość zaludnienia wynosiła 12 osób/km² (wśród 1310 gmin Owernii Venteuges plasuje się na 426. miejscu pod względem liczby ludności, natomiast pod względem powierzchni na miejscu 99.).